# Verano del '92
«Verano del '92» es una canción y sencillo del grupo musical de Argentina Los Piojos, incluida como la canción número 13 en su tercer álbum de estudio titulado 3er arco del año 1996. Esta posicionada en el puesto 26 de Las 100 canciones más destacadas del rock argentino según Rolling Stone y MTV. La versión del disco 3er arco cuenta con una canción oculta titulada «Allá se van Los Piojos».

## Éxito de la canción
Es una de las canciones más conocidas y famosas. A partir de mediados del año 1996 la canción no paraba de sonar en las radios de toda Argentina, inclusive traspasó la fronteras del país, en 1997 durante el Tour 3.er Arco el grupo musical no quería tocarla en sus conciertos, ya que la canción sonaba casi todo el tiempo en las radios y para el grupo ya no tenía gracia interpretarla.

## Letra
Es destacable en la letra el hecho de que hace alusión al  cannabis (ya que en Argentina al igual que en otros países al cigarro de marihuana se le denomina "faso"). 
En la parte que dice "a ver cuando venís por acá" deja entrever un período en el que no se podía conseguir, por lo que existía una gran ansiedad y expectativa por el momento en que se pudiera fumar nuevamente ("voy a quemar la piedra de tu locura"; en Argentina se llama "piedra" al trozo de marihuana compactada y "locura" al estado de ensueño producido por la marihuana).  
La obviedad de las metáforas de esta canción fue una de las influencias que tuvo el comediante televisivo Diego Capusotto cuando escenificaba la publicidad de un libro para "pasar a ser parte de esa elite de catorce millones de personas que entienden las alusiones veladas a la marihuana". 
El apellido del personaje Juan Pedro Fasola del que habla la canción está tomado de una calle ubicada de la localidad de Haedo, en el  Partido de Morón llamada Dr. Jerónimo Fassola.
Como anécdota, el cantante Andrés Ciro Martínez contó en un tuit que fue duramente increpado por su suegro (al que describió como un camionero de 115 kg) respecto al significado de la letra, y tuvo que mentirle diciéndole que habla sobre la vida de un linyera.

## Video musical
El video musical fue dirigido por Alejandro Hartmann y Alejo Taube, muestra a los integrantes del grupo vestidos de cavernicolas. Se filmó en escenarios naturales del partido de Zárate, provincia de Buenos Aires y en las cuevas de Inti Huasi, en la provincia de San Luis. El video obtuvo alta rotación en cadenas televisivas como MTV.